# سن-ژوزف-دو-کاموراسکا، کبک
سَن-ژوزِف-دو-کاموراسکا (به فرانسوی: Saint-Joseph-de-Kamouraska) قصبه‌ای در منطقه شهری کاموراسکا ناحیه با-سن-لوران در استان کبک کانادا است. در سرشماری سال ۲۰۱۱ این قصبه ۴۲۳ نفر جمعیت داشته‌است و مساحت آن ۸۴٫۶۱ کیلومتر مربع است.